# Firewind
Firewind je řecká power metalová skupina. Skupinu založil roku 1998 kytarista Gus G. jako projekt za účelem nahrání dema "Nocturnal Symphony". Firewind po třech letech nahráli své první plnohodnotné album, "Between Heaven and Hell", a z projektu se postupně stala plnohodnotná skupina. Dodnes skupina vydala sedm studiových alb.

## Členové skupiny

### Současní členové
- Gus G. – hlavní kytara (od 1998)
- Petros Christodoulidis – baskytara (od 2003)
- Bob Katsionis – rytmická kytara, klávesy (od 2004)
- Henning Basse – zpěv (od 2015)
- Johan Nunez – bicí (od 2011)

## Diskografie

### Demo alba
- Nocturnal Symphony (1998)

### Studiová alba
- Between Heaven and Hell (2002)
- Burning Earth (2003)
- Forged by Fire (2005)
- Allegiance (2006)
- The Premonition (2008)
- Days of Defiance (2010)
- Few Against Many (2012)
- Immortals (2017)

### Živá alba
- Live Premonition (2008)
- Apotheosis - Live 2012 (2013)

### Kompilace
- "Melody and Power"
- "Century Media Records: Covering 20 Years of Extreme (2008)"

Singly
- 2006: "Falling to Pieces"
- 2007: "Breaking the Silence"
- 2008: "Mercenary Man"
- 2010: "World on Fire"
- 2011: "Embrace the Sun"
- 2012: "Wall of Sound"

### Videoklipy
- 2003: "I am the Anger"
- 2004: "The Fire and the Fury"
- 2005: "Tyranny"
- 2006: "Falling to Pieces"
- 2007: "Breaking the Silence"
- 2008: "Mercenary Man"
- 2008: "Head Up High"
- 2010: "World on Fire"
- 2011: "Embrace the Sun"
- 2012: "Wall of Sound"
- 2012: "Edge of a Dream"

### DVD
- 2008: "Live Premonition"